# الطريق الجهوية رقم 25 (تونس)

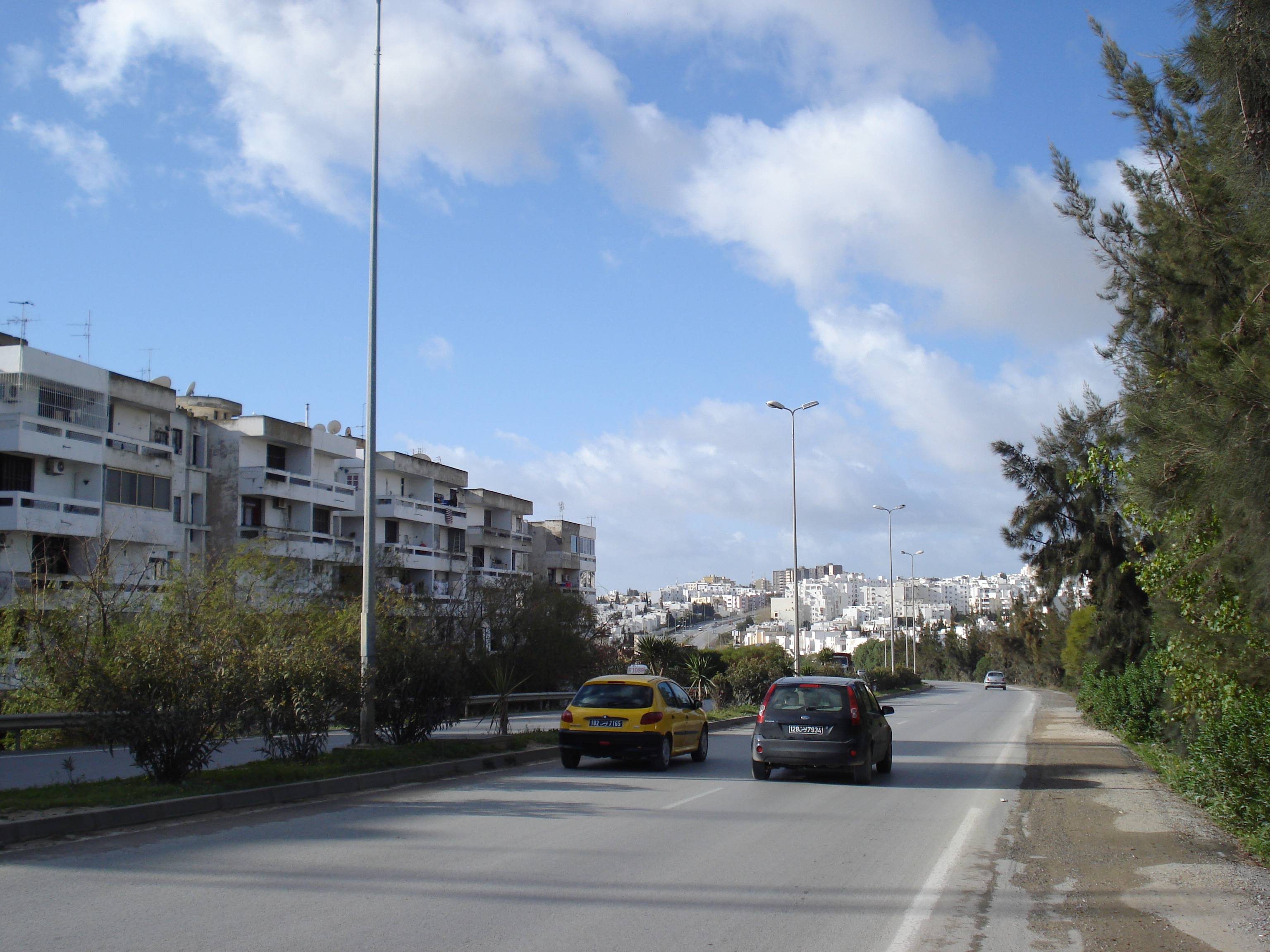
الطريق الجهوية رقم 25 (في آخر الصورة يظهر حي النصر)

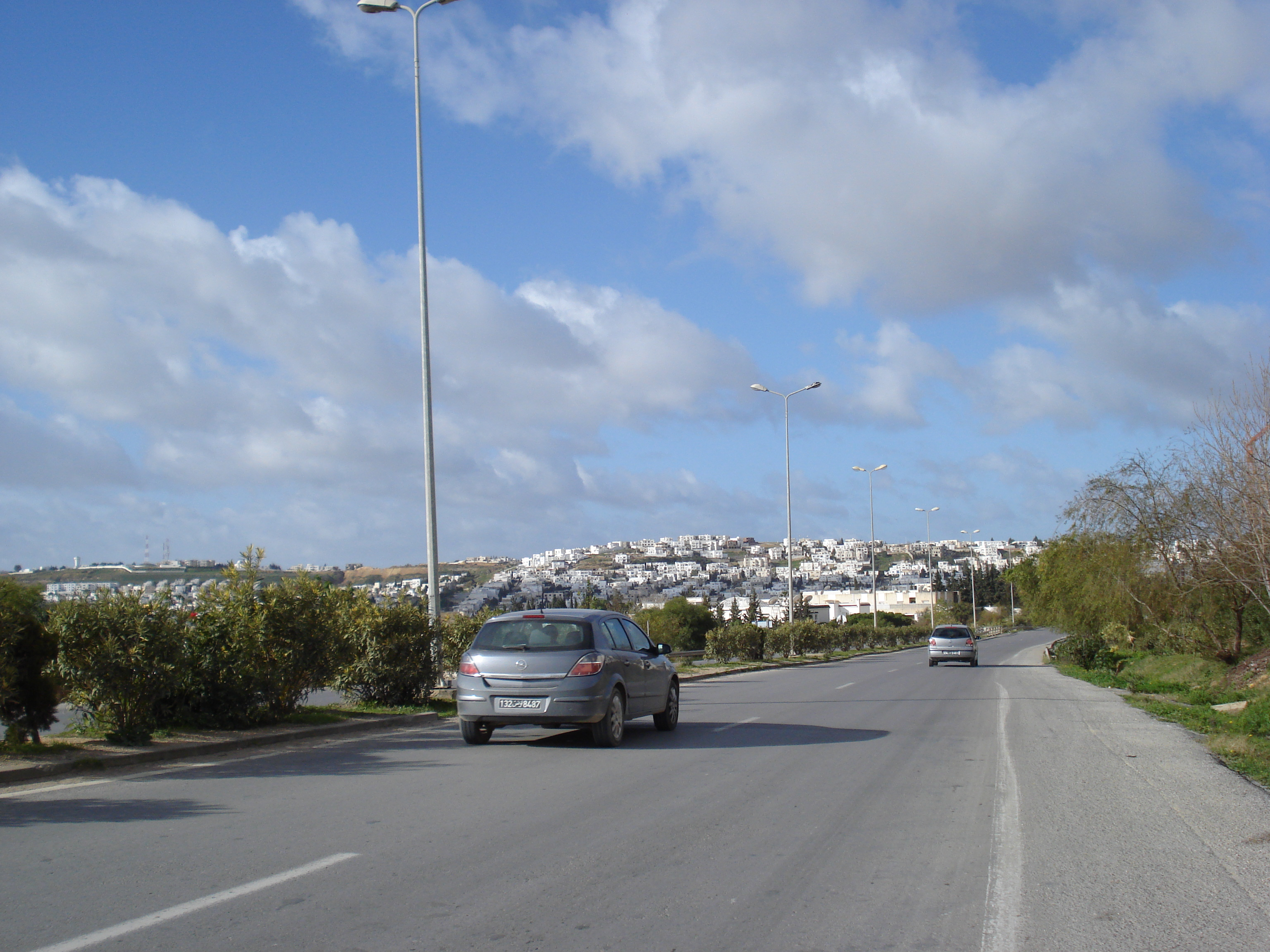
الطريق الجهوية رقم 25 (في آخر الصورة يظهر المنزه 9ب)

الطريق الجهوية رقم 25 أو ط ج 25 (كانت تسمى سابقًا الطريق X20 أو الطريق الشعاعية رقم 20 أو الطريق ش 20) طريق ثانوية تربط بين الطريق الجهوية رقم 31 على مستوى مدينة المنيهلة والطريق الوطنية رقم 8 على مستوى رياض الأندلس قرب مدينة أريانة.